# Billetes de crédito
Los billetes de crédito son un tipo de documento, similar a los billetes emitidos por un gobierno, que representa la deuda de dicho gobierno con el titular del documento.  Se diseñaron para circular como moneda o como un sustituto de la misma.  Los billetes de crédito se mencionan en  el Artículo Uno, Sección 10, Cláusula Uno (también conocida como la Cláusula de Contrato) de la Constitución de Estados Unidos, donde su emisión por parte de los gobiernos estatales está prohibida.

## Historia

### Su uso en las Colonias americanas (antes de 1775)
Las colonias británicas de Norteamérica emitían billetes de crédito para manejar las crisis fiscales. A pesar de que haciéndolo sin contabilizarlos como ingresos en  cantidad similar incrementase la oferta monetaria; lo que resultaba en la inflación de los precios y una caída de su valor relativo a la libra esterlina.  Estos documentos circulaban como si fuesen moneda, y los gobiernos coloniales debían aceptarlos como pago de deudas como los impuestos. No fueron siempre considerados monedas de curso legal para el pago de deudas privadas.
Las decisiones coloniales en la emisión de los billetes de crédito fueron frecuentemente el tema de disputas entre diferentes facciones dentro de la colonia, así como con los gobernadores nombrados por el rey. Entre 1690 y 1750 el asunto fue debatido de forma regular en la Provincia de Bahía de Massachusetts, donde los comerciantes y los prestamistas experimentaron pérdidas de valor cuándo nuevos billetes de crédito eran emitidos, mientras los prestatarios obtenían beneficios porque podían amortizar sus deudas con los billetes depreciados.  Los billetes de Massachusetts fueron finalmente retirados en 1749 cuando la provincia recibió un  importante pago en moneda por sus contribuciones financieras para la Batalla de Louisbourg en 1745.  La Provincia de New Jersey emitió billetes de crédito a comienzos de 1710, pero consiguieron evitar de forma favorable efectos inflacionistas significativos.

### Inserción en la Constitución de Estados Unidos
El Artículo I, Sección 10, Cláusula 1 prohíbe a los estados emitir Billetes de Crédito.  Esta prohibición se estableció como respuesta directa al modo en que los estados dirigieron su política financiera durante la era de los Artículos de la Confederación.  Aunque, en teoría, todos los  estados reconocieron como oficial a la moneda Continental, en realidad, casi todos ellos emitieron sus propios Billetes de crédito. Esto devaluó aún más el valor del Continental y derivó en su derrumbamiento como moneda.
La dolorosa experiencia de la desbocada inflación y el derrumbamiento del dólar Continental impulsaron a los delegados en la Convención de Filadelfia a incluir la Cláusula de Contrato en la Constitución de los Estados Unidos. Esta señalaba que los estados no podrían emitir billetes de crédito de forma individual, ni "hacer de cualquier cosa efectivo para el Pago de Deudas, salvo monedas las monedas de oro y plata". Esta restricción sobre las billetes de crédito se extendió al gobierno Federal cuando el poder de "emitir billetes" de los Artículos de Confederación fue abolido, dejando al Congreso con el poder "de tomar prestado dinero a crédito."

## Uso a través de la historia
El Gobierno de los Estados Unidos ha emitido Billetes de Crédito en numerosas ocasiones durante su historia para sustituir al papel moneda.  La mayoría de las veces durante períodos de guerra.

### sigloXVIII

#### Guerra de la Independencia (1775–1783)
Durante la Guerra de la Independencia el Congreso Continental frecuentemente emitió billetes de crédito a los que denominó como  Continentales.  Debido a inflación, rápidamente perdieron valor, lo que popularizó la comparación negativa de que algo "no vale ni un Continental".

### sigloXIX

#### Pagarés de los Estados Unidos
En 1862, el Departamento del Tesoro de los Estados Unidos comenzó a emitir Pagarés de los Estados Unidos como obligaciones de los Estados Unidos.  Los pagarés de los Estados Unidos son un tipo de Billetes de Crédito al ser puestos en circulación por el Tesoro, libre de interés (la producción de estos pagarés se detuvo en 1971 durante los Acuerdos de Bretton Woods, aun así el Congreso mantiene el poder de poner más a circulación en cualquier tiempo, y aún hay 300 millones de dólares en circulación).

#### Pagarés remunerados
Los pagarés remunerados son una agrupación de Guerra Civil-facturas de era de crédito-relacionó emisiones de los EE. UU. Treasury.  Este grupo incluye los pagarés a uno y dos años autorizados por el Acta del 3 de marzo de 1863, que soportaban un interés del cinco por ciento anual. Eran una moneda de curso legal con valor nominal, y se emitió en fracciones de $0, 20, 50, 100, 500 y 1000 dólares.

#### Pagarés del Tesoro a interés compuesto

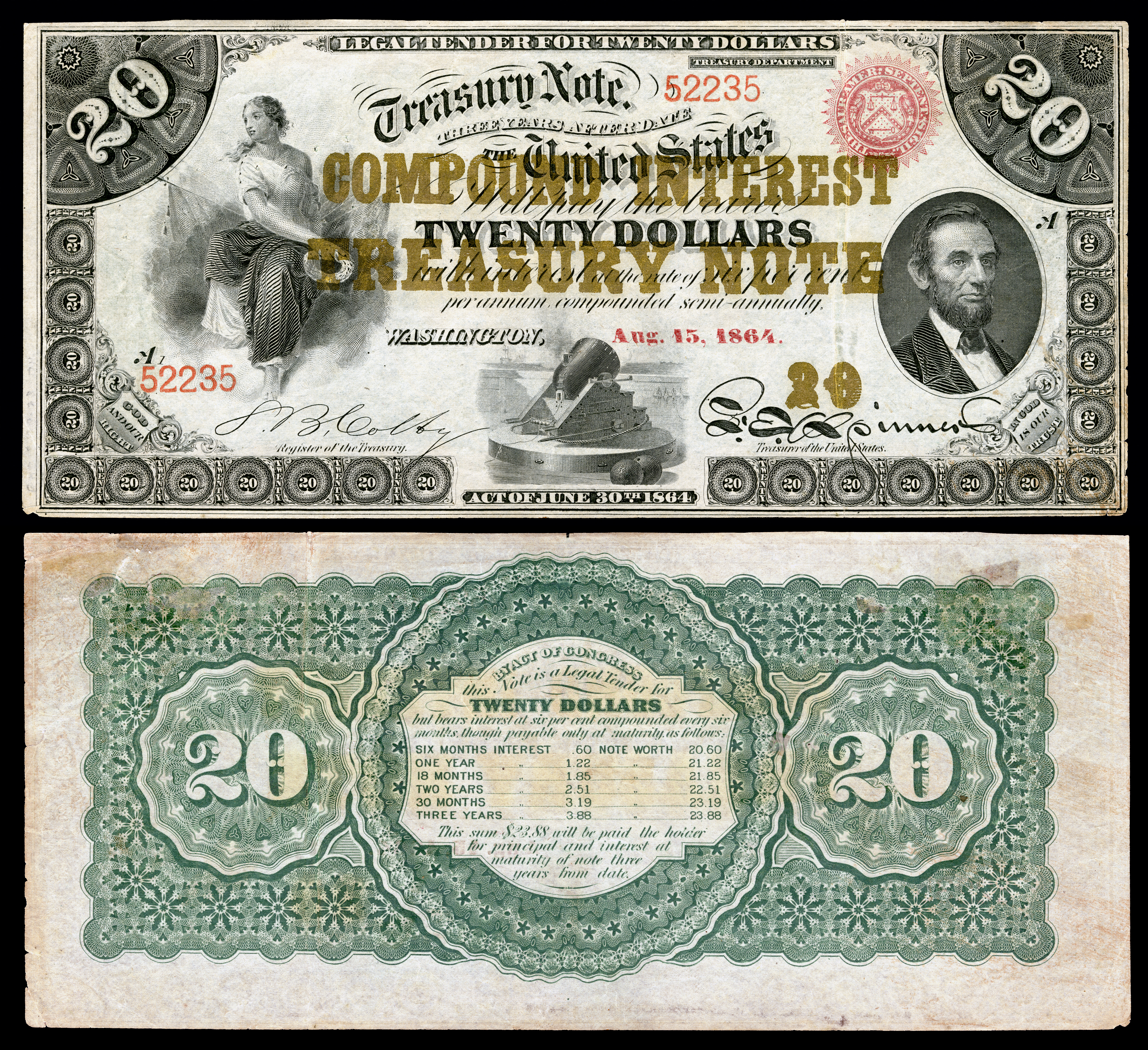
Pagaré del Tesoro a interés compuesto a dos años de 1864

Los Pagarés del Tesoro a interés compuesto fueron emisiones  del Departamento del Tesoro de los Estados Unidos autorizados en 1863 y 1864 con características de ambos tipos de papel moneda y deuda. Se emitieron en denominaciones de 10, 20, 50, 100, 500 y 1000 dólares. Mientras fueron moneda de curso legal a su valor nominal,  eran canjebles a los tres años con un seis por ciento de interés anual compuesto semestralmente.
En ausencia de una banca de inversión eficaz, la naturaleza híbrida de estos instrumentos permitió al gobierno a distribuir deuda directamente para pagar a los acreedores con pagarés como moneda de curso legal;  confiando en que terceros buscadores de interés finalmente los sacasen de circulación para canjearlos con intereses al vencimiento.

#### Certificado de Reembolso
El Certificado de Reembolso era un tipo de billete que devengaba interés emitido por el Tesoro de los Estados Unidos en 1879. Sólo se emitió en fracciones de 10 dólares, con el retrato de Benjamin Franklin. Su emisión refleja el fin de un periodo que acapara moneda que empezó durante la Guerra de Secesión, y representó el regreso de la confianza de la gente al papel moneda.

### sigloXX

#### Billetes de la Reserva federal
Los billetes de la Reserva Federal emitidos entre 1915 y 1934 son billetes de crédito consideradas moneda de curso legal en los Estados Unidos.  Tuvieron el mismo valor que otras clases de billetes con el mismo valor nominal. Los billetes de la Reserva Federal difieren de los pagarés de la Reserva Federal en que aquellos están respaldados por uno de los doce bancos de la  Junta de la Reserva Federal Bancos, en vez de por todo el conjunto. Estuvieron respaldados de manera similar por Billetes Nacionales, utilizando bonos estadounidenses, pero emitidos por bancos de la Reserva Federal en vez de por bancos nacionales certificados. Los billetes de la Reserva Federal no han vuelto a ser emitidos.

## Confusión con el papel moneda
Escritores legales—en oposición a los historiadores económicos—suponen incorrectamente el término constitucional "Billetes de Crédito" era simplemente un sinónimo del papel moneda. Pero sólo se refiere a un, aunque muy importante, tipo de papel moneda La Constitución prohíbe explícitamente a los estados emitir billetes de crédito y acuñar dinero. A los estados sólo se les permite fabricar moneda de curso legal de oro y plata.